# Goffredo Petrassi
Goffredo Petrassi (født 16. juli 1904 i Zagarolo, død 3. marts 2003 i Rom, Italien) var en italiensk komponist, dirigent, organist og lærer.
Petrassi studerede musik, komposition og orgel på Santa Cecilia Musikkonservatorium i Rom. Han blev dirigent og leder af operaen La fenice, og lærer i komposition på Santa Cecilia Musikkonservatorium, og på Salzburg Mozarteum (1959).
Petrassi har skrevet orkesterværker, koncertmusik, operaer, korværker, kammermusik, religiøseværker etc.
Han komponerede i en neoklassisk og moderne stil, som var inspireret af Bela Bartok, Igor Stravinskij, Paul Hindemith og Anton Webern.
Petrassi hører til blandt de mest indflydelsesrige italienske komponister i moderne klassisk musik i det 20. århundrede, og har undervist komponister som feks. Peter Maxwell Davies, Ennio Morricone, Kenneth Leighton og Norma Beecroft.

## Udvalgte værker
- Partita (1932) - for orkester
- 8 Koncerter (1934-1972) -  for orkester
- Klaverkoncert (1936-1939) - for klaver og orkester
- Psalm XI (1934-1936) - for kor og orkester